# Vincenzo Rossello
Pour l’article ayant un titre homophone, voir Rosello (homonymie).
Vincenzo Rossello (né le 16 février 1923 à  San Bernardo, une frazione de la commune de Stella, dans la province de Savone et mort le 20 janvier 1989 à Alexandrie, au Piémont) est un coureur cycliste italien.

## Biographie
Vincenzo Rossello devient professionnel en 1946 et le reste jusqu'en 1958. À ce titre, il remporte 6 victoires, pendant sa carrière. 
Son frère Vittorio est également cycliste professionnel de 1946 à 1957.

## Palmarès
- 1946
  - 3e du Tour des Apennins
- 1948
  - 15e étape du Tour d'Italie
  - 2e étape du Tour de France
  - 3e du Tour des Apennins
- 1949
  - 14e étape du Tour d'Italie
  - 18e étape du Tour de France
  - 2e de Sassari-Cagliari
  - 5e de Milan-San Remo
- 1951
  - 3e du Tour du Piémont
  - 9e du Tour d'Italie
  - 10e du Tour de Suisse
- 1953
  - 10e du Tour d'Italie
- 1955
  - Une étape du Grand Prix Ciclomotoristico
- 1956
  - 6e du Tour de Suisse

## Résultats sur les grands tours

### Tour d'Italie
12 participations
- 1946 : abandon
- 1947 : abandon
- 1948 : 18e, vainqueur de la 15e étape
- 1949 : 18e, vainqueur de la 14e étape
- 1950 : 27e
- 1951 : 9e
- 1952 : 20e
- 1953 : 10e
- 1954 : 40e
- 1955 : 41e
- 1956 : abandon
- 1957 : 32e

### Tour de France
4 participations
- 1947 : abandon (17e étape)
- 1948 : abandon (7e étape), vainqueur de la 2e étape
- 1949 : 36e, vainqueur de la 18e étape
- 1953 : 22e